# Игуманија Лукија (Пауновић)
Лукија (световно Спасенија Пауновић; Салаковац, 24. август 1910 — Манастир Тумане, 20. новембар 1986) била је православна монахиња и игуманија Манастира Тумане.

## Биографија
Игуманија Лукија (Пауновић) рођена је 24. августа 1910. године у Салаковацу, где је завршила основно образовање. Ступила је у Манастир Јанковац 1930. године. Замонашена је у истом манастиру 1935. године од стране владике Николаја Велимировића.
У Манастир Тумане код Голубца долази 1967. године у манастиру монахиња Лукија се издвајала међу сестрама, будући прва на послушању тиха и неприметна. Након одласка игуманије Фотине из Манастира Тумана у Тимочку епархију уследио је избор нове игуманије.
Монахиња Лукија постаје игуманија Манастира Тумане 1974. године игумански чин добила је од стране епископа пожаревачко-браничевскога Игњатија Мидића.
Упокојила се у Господу 20. новембара 1986. године у Манастиру Тумане, сахрањена је на монашком гробљу.